# Casimiroa edulis

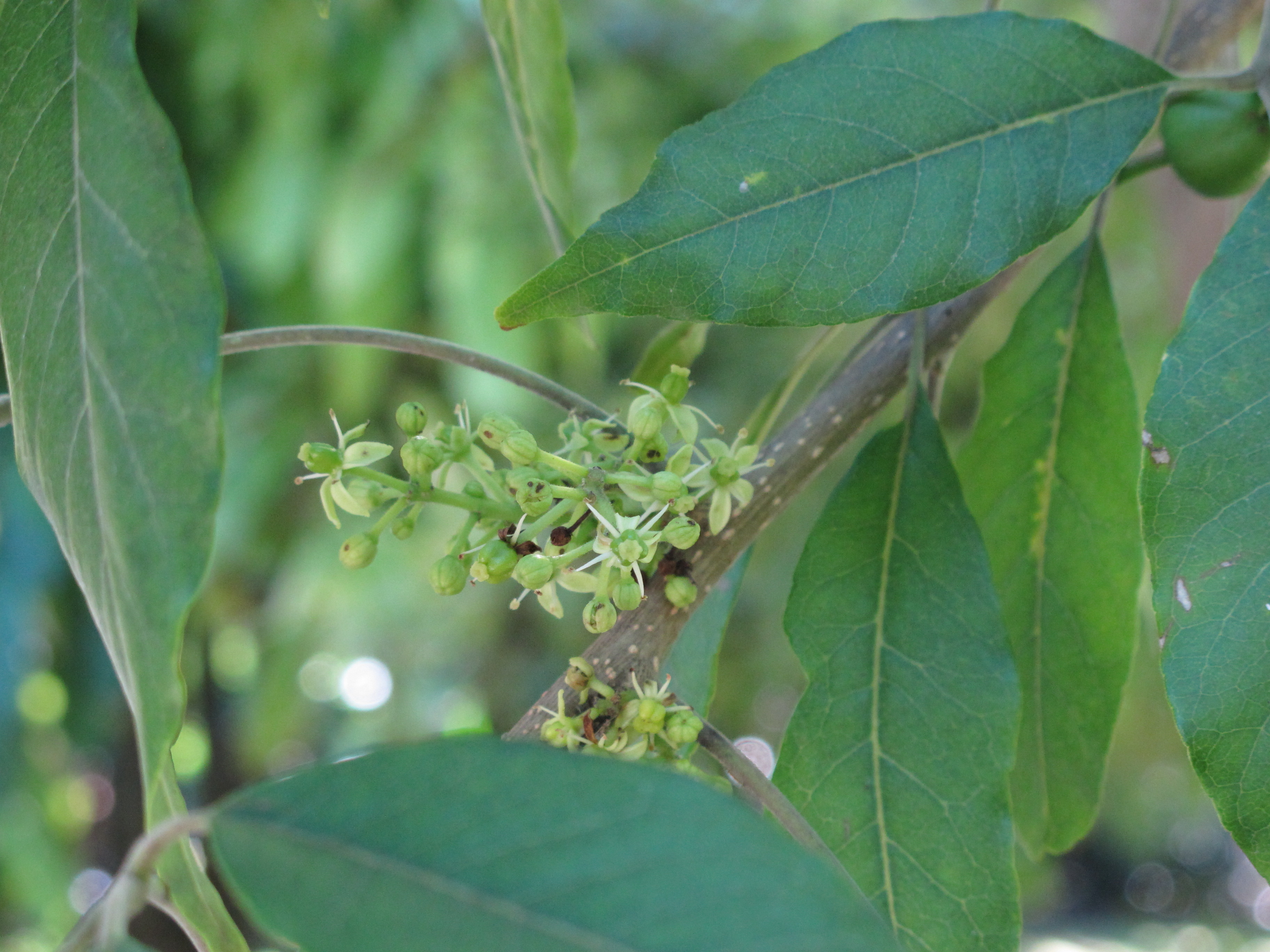
Flores

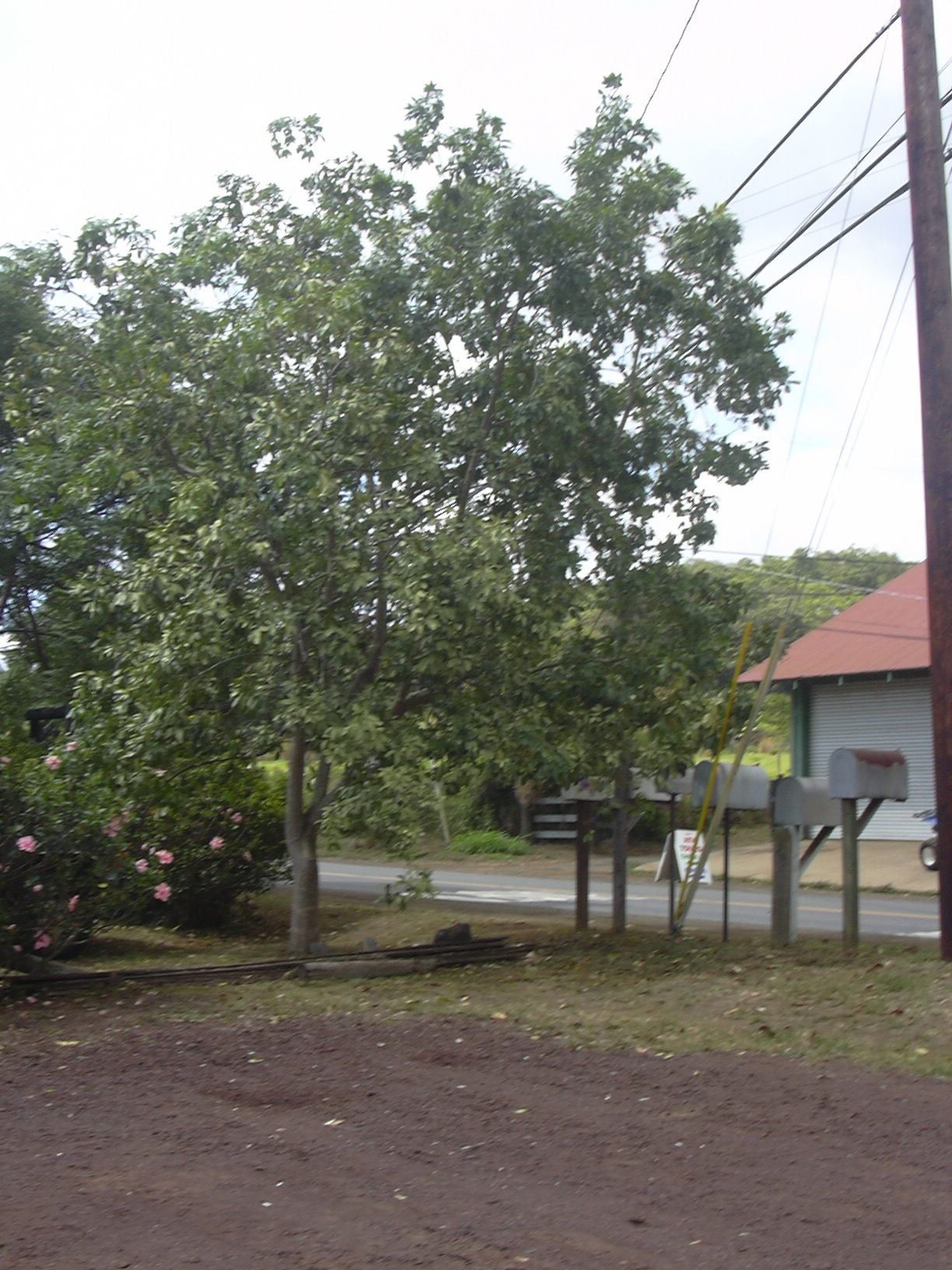
Vista del árbol

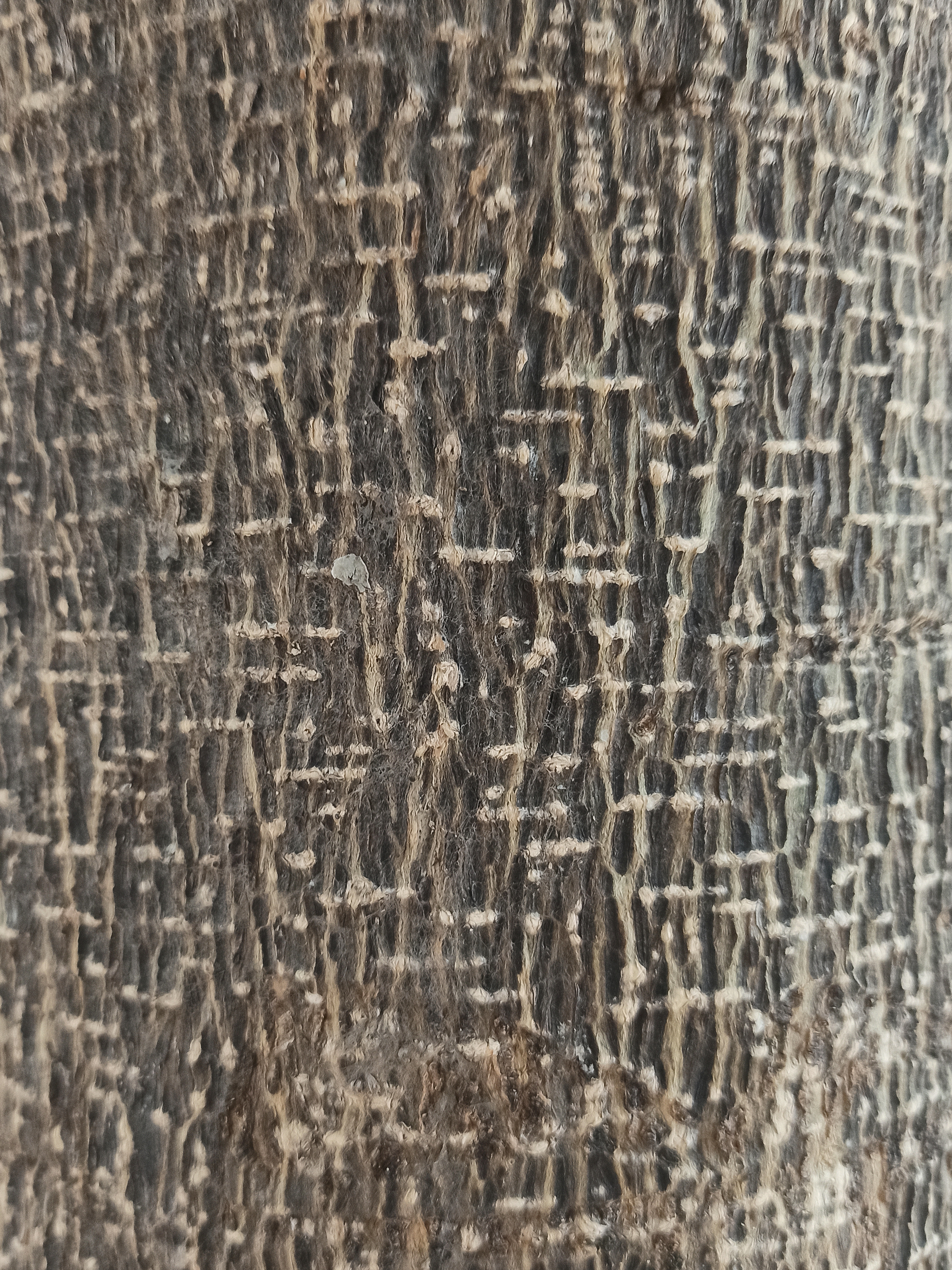
Corteza del tronco

El zapote blanco (Casimiroa edulis) es una especie de planta medicinal y frutal perteneciente a la familia Rutaceae, originaria de América Central.

## Clasificación y descripción
Árbol que pertenece a la familia Rutaceae, alcanza un tamaño de 2 a 10 m de altura, de copa ancha. Hojas compuestas de 3 a 5 foliolos en forma de mano abierta de color verde brillante. Especie monoica con flores hermafroditas, fragantes, compuesta de 5 pétalos de color amarillo verdoso o blanquecino. Su fruto es una drupa, mide de 6 a 10 cm de ancho y es rico en vitamina A y C. Semeja una manzana, tiene entre 2 y 5 semillas. La pulpa es comestible, puede ser de sabor insulso o dulce, con notas parecidas a las del plátano, melocotón, pera o vainilla; puede ser de color blanco cremoso en las variedades de piel verde o amarillo beis en las variedades de piel amarilla, y presenta una textura suave similar a la del aguacate maduro.
La corteza, hojas y principalmente las semillas, se utilizan en medicina popular por sus propiedades hipnóticas, sedantes e hipotensoras (para controlar la hipertensión) y en el tratamiento de casos de insomnio; también se usa en casos de dolores reumáticos y como antidiarreico.
Especie originaria de América Central. Habita en climas cálidos, semicálido y templado desde los 500 y a los 2600 m s. n. m. Cultivada en huertos familiares o asociada a bosques tropicales caducifolios y subcaducifolio, matorral xerófilo, bosque espinoso, bosque mesófilo de montaña y mixto de pino-encino.

## Distribución  y cultivo
Es una especie nativa de México y América Central. Se encuentra en México, Guatemala, Honduras, El Salvador, Costa Rica, Sudamérica, las Bahamas, las Antillas (Cuba, República Dominicana, Puerto Rico y Jamaica), en Canarias, a lo largo de la Costa Azul y otras partes de la región del Mediterráneo, la India y las Indias Orientales. 
La especie se introdujo en California por los franciscanos hacia 1810, y sigue siendo cultivada a pequeña escala en la parte sur de ese estado.
Se cultiva comercialmente en el distrito de Gisborne de Nueva Zelanda y en cierta medida en el sur de África. 
Los horticultores en Israel tuvieron un serio interés en esta especie alrededor de 1935 y se sembraron algunas variedades, pero la fruta no gustó a los consumidores. 
Los zapotes blancos no se han producido bien en las Filipinas.

### Cultivo
Se propaga por semilla, recién salida de la pulpa, germina en 30-40 días. De crecimiento rápido, fructifica en 3-4 años. Admite cualquier suelo profundo, siempre que esté bien drenado. Tolera mal el agua estancada y la humedad. Regar en verano. Cuando es adulta resiste bien las bajas temperaturas, los suelos pobres y sequías de hasta 4 y 5 meses.

## Ambiente
Especie de hábito terrestre y ripario en asociación con bosque de encino, pino-encino y otras latifoliadas. Habita en climas cálido, semicálido y templado, desde los 500 hasta los 2600 m s. n. m.
Cultivada en huertos familiares o asociada a bosques tropicales caducifolios y subcaducifolios, matorral xerófilo, bosque espinoso, bosque mesófilo de montaña y mixto de pino-encino.
El zapote blanco puede ser clasificado como subtropical y no tropical, en las zonas que no están sujetas a fuertes lluvias. En California las heladas ligeras pueden causar la caída de las hojas, pero no producen ningún otro daño considerable al árbol. Los árboles maduros presentan resistencia a bajas temperaturas, y árboles cultivados en la Florida han resistido temperaturas de hasta –6,67 °C, sin daño severo a la planta, pudiendo ser cultivada igualmente en zonas templadas suaves manteniendo los cuidados respectivos en las primeras etapas de crecimiento del árbol. Los árboles prosperan cerca de la costa del sur de California, donde la temperatura media de abril a octubre es de unos (18 °C).

## Estado de conservación
Generalmente se encuentra en su forma silvestre y su cultivo ha sido poco exitoso. Generalmente se encuentra algunos individuos en huertos a nivel de traspatio. No es una especie que se encuentre amenazada o en peligro de extinción.

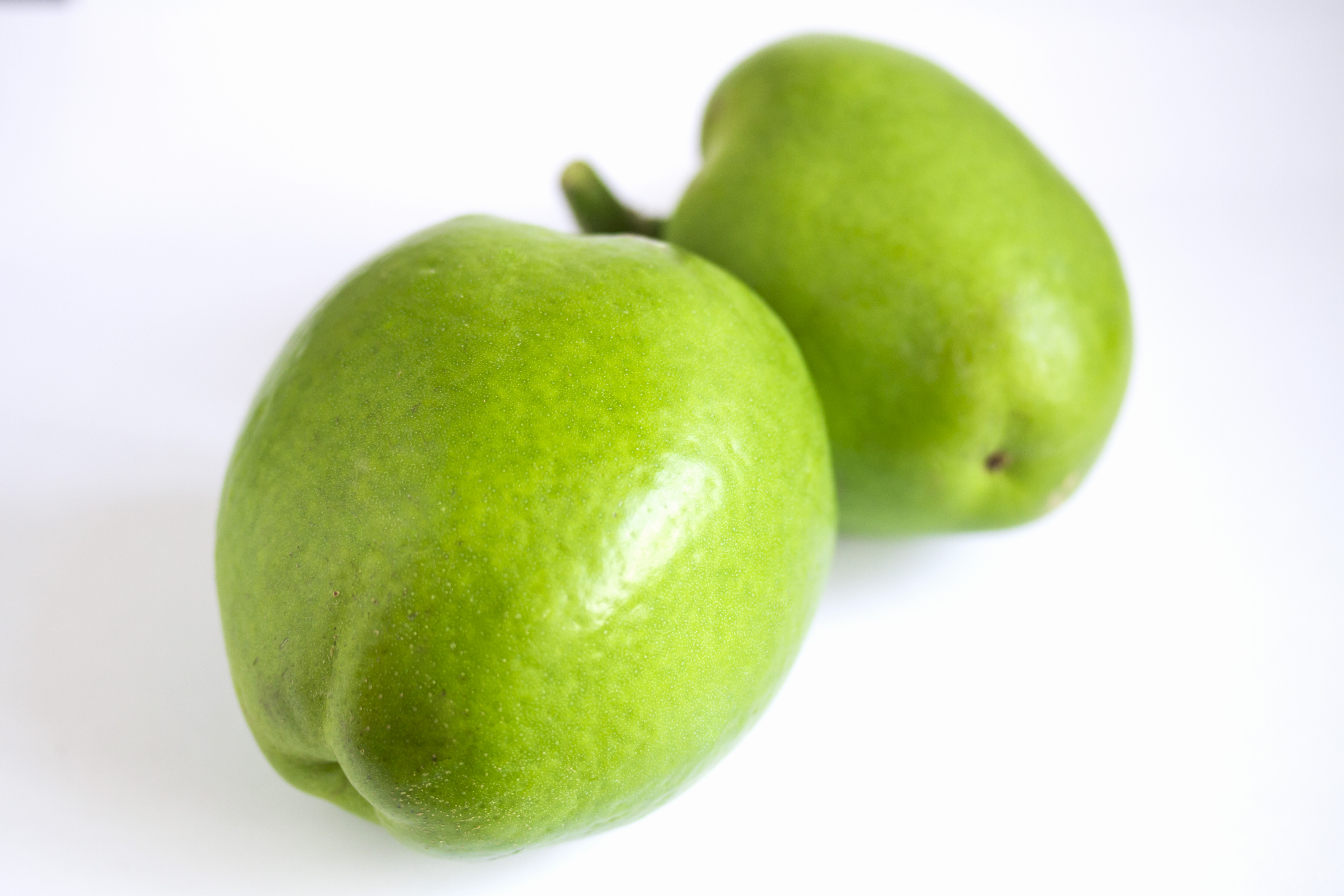
Zapote blanco

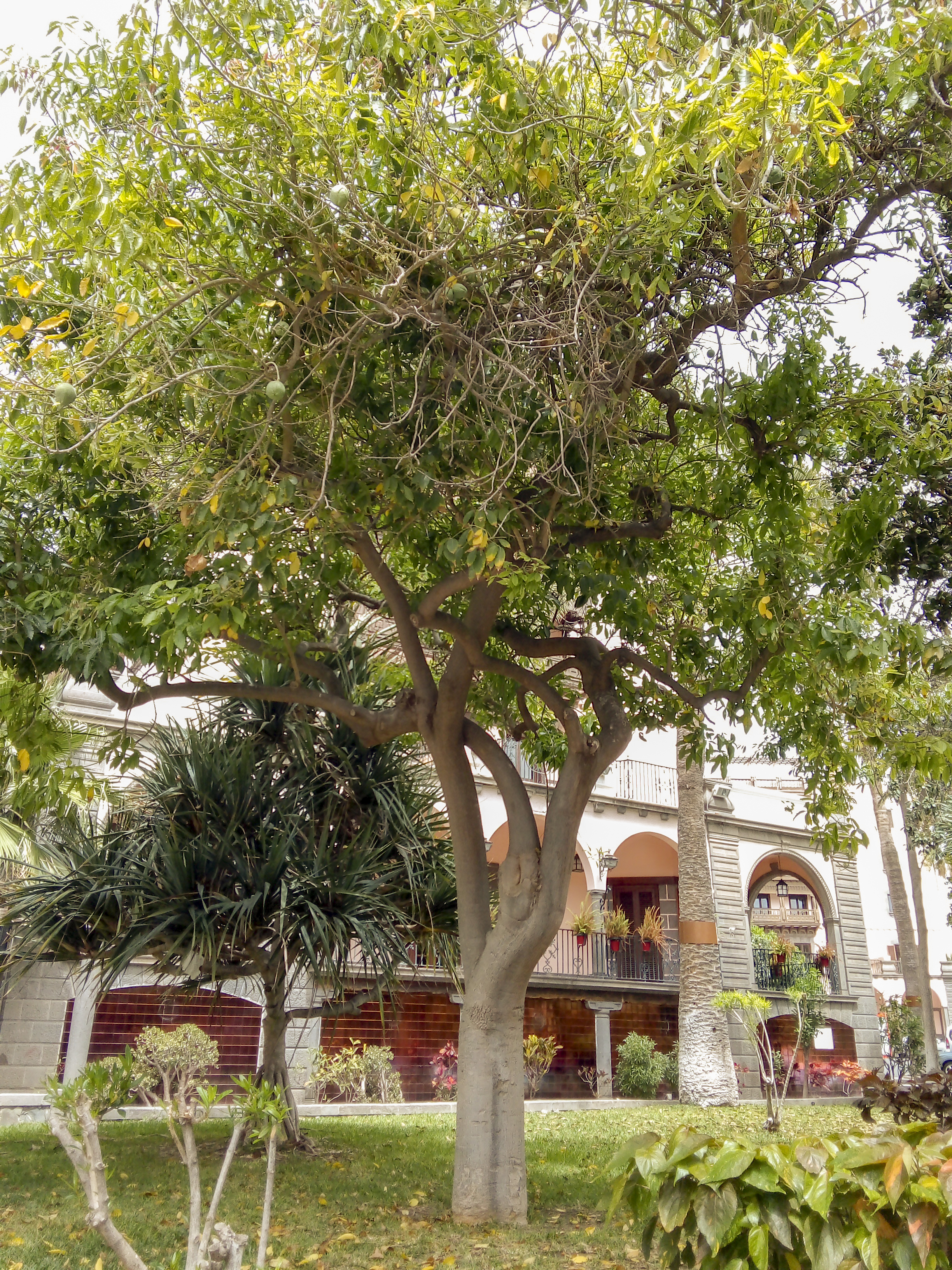
Árbol del zapote en Gran Canaria, España

## Propiedades
Principios activos: Las semillas contienen alcaloides con núcleo imidazólico.
Indicaciones: es soporífero, calmante, vulnerario. En América Central y México, las hojas, frutos y sobre todo las semillas, son utilizadas como hipnótico, sedante y analgésico. El cocimiento de las semillas puede provocar contracciones uterinas, por lo que los curanderos indígenas prohíben su consumo a las embarazadas.

### Estudios de toxicidad
Respecto a la toxicidad del extracto (no la fruta) que se puede obtener de esta especie, se ha encontrado que la sobredosis en perros (dosis de 1 gramo de extracto por kilogramo de peso) provoca muerte por parálisis respiratoria. Además, la aplicación oral de zapote blanco a conejas gestantes reveló en la autopsia un abundante sangrado vaginal. Tratando de determinarse la dosis letal media en ratas se encontró que entre 2 y 2.5 gramos de extracto por kilogramo de peso provocaban síntomas de toxicidad tales como: incoordinación muscular, pérdida del equilibrio, piloerección, etc.

## Historia
En el siglo XVI, el Códice Florentino la menciona como somnífero. Francisco Hernández de Toledo relata que las hojas machacadas y aplicadas a las nodrizas, curan las diarreas de los infantes; las semillas quemadas y hechas polvo curan las úlceras pútridas, quitando y consumiendo por completo la carne viciada (la úlcera), criando carne nueva y produciendo la cicatrización con rapidez admirable; el consumo de los frutos ayuda a conciliar el sueño. Calma los dolores de vientre de los niños, si provienen de frío o de flatulencia. En la información surgida de las Relaciones geográficas del siglo XVI se señala que es muy provechosa para inflamaciones.
A finales del siglo XIX, en Datos para la Materia Médica Mexicana, se relata que en las investigaciones realizadas por el Instituto Médico Nacional se obtuvieron en la mayoría de los casos resultados positivos, utilizado como: hipnótico, anticonvulsionante y antitérmico, calmante del dolor, la agitación, el delirio y favorecedor del sueño.
En el siglo XX, Maximino Martínez lo consigna como: anticonvulsivo, antipirético, antirreumático, antiséptico, hipnótico, hipotensor, para irritaciones gastrointestinales, provoca parálisis de la respiración, es sedante, vasodilatador y analgésico. Luis Cabrera, lo reporta para la arterioesclerosis, como diaforético, diurético e hipnótico. Finalmente, la Sociedad Farmacéutica de México lo indica como diurético e hipnótico.

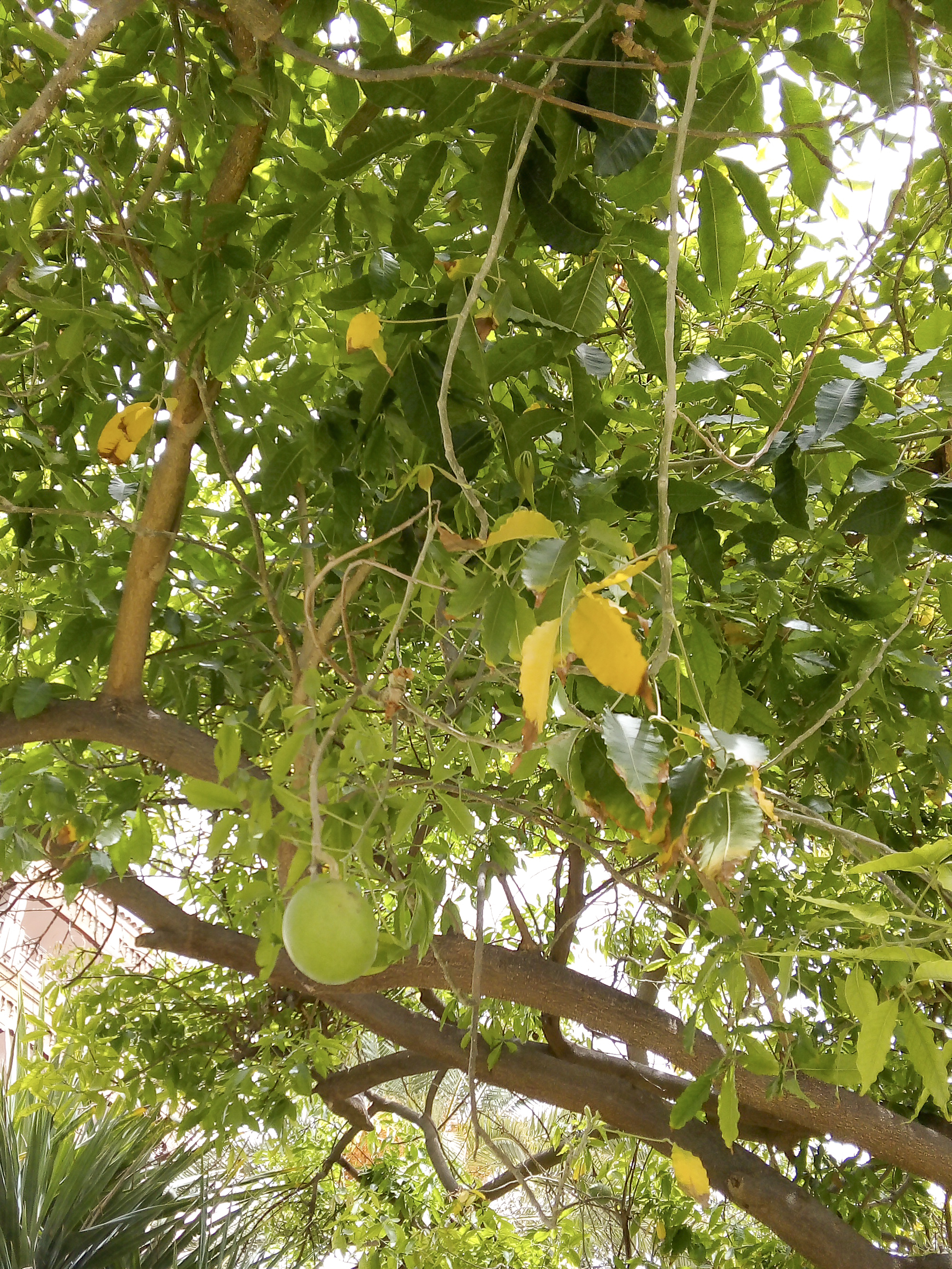
Árbol y fruto del zapote

## Taxonomía
Casimiroa edulis fue descrita por Pablo de La Llave y Juan José Martínez de Lexarza y publicado en Novorum Vegetabilium Descriptiones, vol, 2, p. 2, en 1825.

#### Etimología
Casimiroa: nombre genérico otorgado en honor a Casimiro Gómez (¿?–1815), quien fue un indígena otomí del pueblo Cardonal, estado de Hidalgo, México, y que luchó en la guerra de independencia de México, esto de acuerdo con el botánico alemán Georg Christian Wittstein en su publicación Etymologisch-botanisches Handworterbuch, de 1852.
edulis: epíteto latino que significa "comestible".

## Nombres comunes
Castellano: "manzana" zapote, matasano (en América Central y nace de manera silvestre en las tierras secas y húmedas de toda la región), pera criolla (en República Dominicana), zapotenova, zapote blanco, zapote dormilón, zapote somnífero.
Náhuatl: cochitzapotl ("zapote que induce el sueño"), iztactzopotl, iztac zapotl (iztac ‘blanco’ y zapotl ‘zapote’).